# Współczynnik wykorzystania energii świetlnej

Wykorzystanie energii świetlnej przez roślinę

Współczynnik wykorzystania energii świetlnej, RUE (ang. RUE – radiation use efficiency) – wskaźnik produktywności roślin wyrażany ilością suchej masy wytworzonej po zaabsorbowaniu określonej porcji energii świetlnej. Najczęściej jednostką dla współczynnika jest g MJ–1. Współczynnik zależy zarówno od gatunku rośliny, jak i warunków środowiska.
Przykładowe wartości współczynnika dla upraw:
- soja – 1,2 g MJ–1
- ryż – 1,4 g MJ–1
- kukurydza – 1,7 g MJ–1

Współczynnik może przybierać wartości od 1 do 5 g MJ–1